# Jessica Schwarz
Jessica Schwarz, född 5 maj 1977 i Erbach (Odenwald), är en tysk skådespelare.

## Biografi och karriär
Schwarz föddes i Erbach (Odenwald) men växte upp i Michelstadt. Hon arbetade som video jockey och fotomodell för den tyska TV-kanalen VIVA innan hon 2000 började skådespela.
Schwarz är mest känd för sina roller i Parfymen: Berättelsen om en mördare och i filmen Buddenbrooks.

## Priser och utmärkelser
- 2001 - New Face Award för hennes roll i Nichts bereuen
- 2003 - Adolf Grimme-priset för hennes roll i Die Freunde der Freunde[7]
- 2004 - Bayerska filmpriset för hennes roll i Kammerflimmern[7]
- 2009 - Bambipriset för hennes roll i Romy[8]

## Filmografi (i urval)
- 2001 - Nichts bereuen
- 2002 - Die Freunde der Freunde
- 2003 - Verschwende deine Jugend
- 2004 - Kammerflimmern
- 2006 - Parfymen: Berättelsen om en mördare
- 2008 - Buddenbrooks
- 2009 - Romy
- 2010 - Der Mann der über Autos sprang
- 2012 - Hieter bis Wolkig
- 2014 - Der Koch
- 2016 - Freddy/Eddy
- 2020 - Biohackers